# Drosicha koreiensis
Drosicha koreiensis är en insektsart som beskrevs av Jashenko 1994. Drosicha koreiensis ingår i släktet Drosicha och familjen pärlsköldlöss.
Artens utbredningsområde är Nordkorea. Inga underarter finns listade i Catalogue of Life.